# Горњи Египат
Горњи Египат (такође: Та-шемау, „земља трски“) је древна држава и регија у доњем току Нила. Простирала се од првог катаракта код Асуана до близу данашњег Каира. Низводно од Горњег Египта налазио се Доњи Египат. 
У савременом Египту, подручје долине Нила између Асјута и оазе Фајум јужно од Каира назива се Средњи Египат. 
Током прединастичког периода (до 3100. године п. н. е) Горњи и Доњи Египат су била два краљевства. Њих је горњегипатски фараон Менес ујединио у једну државу. Тиме је почела историја династичког Египта. У време фараона Горњи Египат је био подељен на 22 номе (види мапу). Главни град Горњег Египта била је Теба, а у време Птолемеја то је био град Птолемијас. 
Симболи Горњег Египта су бела круна и биљка лотос. Бела круна фараона је симболизовала Горњи Египат, док је црвена симболизовала Доњи.